# La Terrasse des audiences du clair de lune
Pour un article plus général, voir Préludes de Debussy.
La Terrasse des audiences du clair de lune est le septième prélude du deuxième livre des Préludes pour piano de Claude Debussy. 

## Présentation
La Terrasse des audiences du clair de lune est composé en décembre 1912, et créé à Paris le 5 avril 1913 à la Société nationale de musique, par le pianiste Ricardo Viñes. L'œuvre est également donnée au sein du cycle complet du deuxième livre des Préludes, le 12 juin 1913 à Londres, au Aeolian Hall, par Walter Rummel, et lors d'un « gala Claude Debussy » le 19 juin 1913, avec deux autres préludes, par le compositeur au piano.
Le titre du prélude se réfère à un passage d'une chronique indienne de René Puaux dans Le Temps (relatant les cérémonies du couronnement de George V comme empereur des Indes), ou selon d'autres commentateurs à un extrait de Pierre Loti tiré de L'Inde sans les Anglais,. C'est en tout cas « la vision d'une Inde de rêve ».
La partition est publiée par Durand en 1913.

## Analyse et commentaires
La Terrasse des audiences du clair de lune, d'une durée moyenne d'exécution comprise entre quatre et cinq minutes environ, est en fa dièse majeur, « lent », à 
,.
C'est un « sommet du piano de Debussy » selon Guy Sacre, « une page sublime », abonde Harry Halbreich, qui considère le morceau comme « le plus beau [...] des vingt-quatre Préludes ».
Éric Lebrun qualifie le prélude de « page prophétique, qui anticipe notamment les Vingt regards sur l'Enfant Jésus d'Olivier Messiaen. On notera notamment l'utilisation du quatrième mode à transposition limitée, mode de huit sons, basé sur la quarte augmentée ».
Alfred Cortot relève que « sous ce titre légèrement hermétique dont le charme prétentieux a la grâce fleurie de certaines fantaisies littéraires chinoises, se voile l'une des œuvres les plus profondément musicales, les plus délicieusement sensibles de Debussy. Une brève exposition du thème populaire « au clair de la lune », les premières notes seulement, que poétise une harmonisation délicate de septièmes, et sur quoi semblent venir se poser les rayons lunaires d'une lente descente chromatique, et c'est tout le trouble amoureux des nuits embaumées, et leurs émois voluptueux ».
Au moyen « d'un langage d'une liberté et d'une subtilité insurpassables, Debussy nous donne le plus féerique de ses nocturnes, — merveille d'écriture pianistique. On voit un instant le thème se superposer à son renversement, cas unique chez le compositeur [...] Puis la suite s'éclaire d'un jour éclatant (dominante d'ut majeur, antipode de fa dièse), tandis que la reprise, inversée et parée de mille variantes subtiles, nous ramène à l'accord final sans tierce, très froid et « lunaire » ».
Dans le catalogue des œuvres du compositeur établi par le musicologue François Lesure, La Terrasse des audiences du clair de lune porte le numéro L 131 (123) no 7.

## Discographie sélective
- Debussy : Piano works Vol. 4, François-Joël Thiollier (piano), Naxos 8.553293, 1998[10].
- Debussy: Préludes, Steven Osborne (piano), Hyperion Records CDA 67530, 2006[11].
- Debussy : Complete Works for Piano, Volume 1, Jean-Efflam Bavouzet (piano), Chandos Records CHAN 10421, 2007[12].
- Debussy : The Solo Piano Works, Noriko Ogawa (piano), BIS Records CD 1955/56, 2012[13].
- Claude Debussy : The complete works, CD 4, Yuri Egorov (piano), Warner Classics, 2018[14].